# Фор, Морис
Мори́с Фор (фр. Maurice Faure; 2 января 1922 — 6 марта 2014) — участник французского Сопротивления, министр в нескольких французских правительствах.

## Биография
Родился в Азера (департамент Дордонь).
Был депутатом Национального собрания Франции с 1951 по 1983 год и сенатором с 1983 по 1988 год от департамента Ло. Занимал в течение 25 лет пост мэра Каора.
В качестве статс-секретаря по иностранным делам Франции, он подписал Римский договор, положивший начало созданию Европейского Союза, от Франции.
Фор был назначен в Конституционный совет Франции президентом Франсуа Миттераном.
В 1957 году Фор был удостоен Почётного знака «За заслуги перед Австрийской Республикой».
Умер 6 марта 2014 года в возрасте 92 лет в Каоре (департамент Ло).